# Draconarius pseudowuermlii
Draconarius pseudowuermlii là một loài nhện trong họ Amaurobiidae.
Loài này thuộc chi Draconarius. Draconarius pseudowuermlii được Jia-Fu Wang miêu tả năm 2003.